# Oswald Zoeggeler
Oswald Zoeggeler, auch Oswald Zöggeler (* 1944 in Meran), ist ein italienischer Architekt und emeritierter Universitätsprofessor.

## Werdegang und Wirken
Oswald Zoeggeler studierte von 1963 bis 1965 an der TH Wien und von 1965 bis 1968 Architektur an der Architekturhochschule Venedig. Die Doktorarbeit schrieb er 1969 bei Carlo Scarpa. Außerdem absolvierte er in der Zeit zwischen 1969 und 1973 verschiedene Architekturpraktika – in London bei James Stirling, James Cubitt, Denys Lasdun und bei Wilhelm Holzbauer in Amsterdam. 1974 gründete er mit Willy Gutweniger und Gino Piarulli ein Architekturbüro in Meran. Von 1974 bis 1986 lehrte er an der Architekturhochschule Venedig bei Carlo Scarpa, Gino Valle, Luciano Semerani. Er gründete 1975 sein eigenes Architekturbüro in Bozen. 1981 wurde er von Friedrich Kurrent  als Gastprofessor an die TH München eingeladen und von 1987 bis 2014 Professor an der Universität Florenz, ebenso von 1989 bis 1994 Gastdozent an der TH Innsbruck. Im Zeitraum von 1998 bis 2000 war er Mitglied des „Städtebaulichen Gestaltungsbeirates“ in Linz. Er war zudem von 2002 bis 2004 Professor an der Universität Triest.
Zoeggeler veröffentlichte 1992 zusammen mit dem Architekten Lamberto Ippolito das Buch „Die Architektur für ein italienisches Bozen 1922–1945“. Die Publikation dokumentierte zwar die Bautätigkeit und das architektonische Schaffen während der faschistischen Regierungszeit in Bozen in umfassender Weise, blendete zugleich aber aufgrund »naiver Bezugnahme auf die evidente ästhetische Qualität der Bauten des Ventennio« die politischen und herrschaftsgeschichtlichen Dimensionen totalitärer Architektur völlig aus.
Zu den Projekten seines Büros zählen u. a. öffentliche und private Bauten, Wohnanlagen, Gewerbe- und Industriegebäude, Altbausanierungen und energetische Sanierungen sowie energieeffiziente Gebäude und nachhaltige Architektur.

## Ausstellungen (Auswahl)
- 1987 Triennale di Milano
- 1989 Einzelausstellung in der Galerie Prisma in Bozen
- 1990 Einzelausstellung in der Casa del Mantegna in Mantua
- 1991 Architekturbiennale Venedig
- 1991 Einzelausstellung im „Haus des Architekten“ in Moskau
- 1993 persönliche Ausstellung im Eindhoven Polytechnic
- 2001 Einzelausstellung in der Galleria Comunale von Padua

## Auszeichnungen (Auswahl)
- 2017 Ehrenmitglied der Südtiroler Kammer der Architekten[3]

## Werke (Auswahl)
- 1976: Flötenhäuser – Wohnanlagen mit 288 Wohnungen, Bozen[4]
- 1985: Mittelschule Archimede, Bozen
- 1986: Maison Palais – Wohnanlage mit 50 Wohnungen
- 2003: Hermann-von-Gilm-Schule, Meran
- 2012: Don Bosco Widum und Musikschule, Brixen
- 2012: Umgestaltung der Villa Pretz, Bozen

## Dokumentarfilm
- 1998: Neue Wege wagen von Franz Haller